# Egil Hjorth-Jenssen
Egil Hjorth-Jenssen, född 18 april 1893 i Halden, död 8 november 1969 i Bærum, var en norsk skådespelare och teaterchef.

## Biografi
Hjort-Jenssen debuterade 1914 på Stavanger Teater. I Oslo var han knuten till de flesta teatrarna, bland annat Nationaltheatret mellan 1934 och 1937. Han spelade en lång rad fars- och lustspelsfigurer med gott humör och stor rutin, men gjorde också kloka och levande karaktärsskildringar som Gottfred i Ludvig Holbergs Det lykkelige skibbrudd och Stråmann i Henrik Ibsens Kærlighedens komedie. Åren 1932–1939 var han ordförande i Norsk Skuespillerforbund, och 1939–1946 var han chef vid Den Nationale Scene. Senare var han knuten till olika Oslo-scener. På Nationaltheatret spelade han 1968 i James Saunders Next Time I'll Sing To You. För den stora publiken är han främst hågkommen för sitt frodiga och varma spel som Evensen i Fjernsynsteatrets inspelning av Oskar Braatens Den store barnedåpen (1961).
Han gjorde sin filmdebut 1927 i Den glade enke i Trangvik, och spelade senare i en lång rad norska filmer, ofta i karaktärskomiska biroller. Särskilt aktiv som filmskådespelare var han på 1960-talet, då han medverkade i filmer som Bussen (1961), Musikanter (1967), De ukjentes marked (1968) och Brent jord (1969).

## Filmografi (urval)
- 1927 – Trollälgen
- 1927 – Den glade enke i Trangvik
- 1928 – Cafe X
- 1932 – Prinsessen som ingen kunne målbinde
- 1933 – Vi som går kjøkkenveien
- 1933 – Op med hodet!
- 1947 – Sankt Hans fest
- 1948 – Den hemlighetsfulla våningen
- 1951 – Skadeskutt
- 1951 – Ukjent mann
- 1953 – Ung frue forsvunnet
- 1954 – Heksenetter
- 1954 – Aldri annet enn bråk
- 1956 – Gylne ungdom
- 1958 – Lån meg din kone
- 1958 – Bustenskjold
- 1959 – Den stora skattjakten
- 1959 – Herren och hans tjänare
- 1960 – Venner
- 1960 – Millionær for en aften
- 1960 – Omringad
- 1960 – Petter fra Ruskøy
- 1961 – Oss atomforskere imellom
- 1961 – Norges söner
- 1961 – Hans Nielsen Hauge
- 1961 – Bussen
- 1962 – Stackars stora starka karlar
- 1963 – Vildanden
- 1966 – Svält
- 1967 – Musikanter
- 1968 – De ukjentes marked
- 1969 – Brent jord